# Mogtedo
Mogtedo este un oraș din departamentul Mogtédo, Burkina Faso.